# Grünewald (Luxemburg)
El bosc de Grünewald (en luxemburguès: Gréngewald) és un bosc localitzat al centre de Luxemburg, la major part del qual és propietat del govern del país. El Grünewald es troba a les comunes de Niederanven, Steinsel, i Walferdange; el centre del bosc està situat a 6 km al nord-est de la ciutat de Luxemburg. Com a conseqüència de la seva proximitat amb la capital, el bosc és una important destinació per al turisme. Dintre del bosc de Grünewald s'hi troben les fonts dels rius Ernz Blanc i Ernz Negre.

## Història
El bosc de Grünewald és molt etimat per la gent del país. L'any 1846, el govern va proposar vendre 6,69 quilòmetres quadrats de bosc per a obtenir ingressos. El tros de bosc venut va ser comprat pel baró Ziegesar per 530.000 floríns neerlandesos i el va regalar al Gran Duc de Luxemburg Guillem II dels Països Baixos.
L'any 1890, després de la fi de la unió entre els Països Baixos i Luxemburg, el bosc va passar a ser propietat de la reina Guillemina I dels Països Baixos. L'any següent, el Gran Duc Adolf de Luxemburg, va comprar el bosc a la corona holandesa per 2.788.798 francs luxemburguesos. Over the following 35 years, the territory was augmented further by a series of separate purchases; during the same period, some areas of the Grünewald was sold off.
Degut als problemes de finançament de la corona sorgits en el context de la gran depressió de l'any 1934, Carlota I de Luxemburg va vendre gran part del bosc, junt amb el Castell de Berg al govern de Luxemburg; la venda va ser d'uns 7.76 km² de bosc, deixant-ne només 10 en mans de la duquessa.
Des de l'any 1934, l'extensió del bosc ha anat disminuint a conseqüència de l'expansió de la Ciutat de Luxemburg i la construcció de diverses autopistes i carreteres al voltant.